# Anders Eriksson (artist)
Anders Georg Eriksson, född 3 augusti 1956 i Trollhättans församling, Älvsborgs län, är en svensk revyartist, komiker och skådespelare. Han är känd som medlem av Galenskaparna och After Shave och är bror till Claes Eriksson, även han medlem i Galenskaparna och After Shave.

## Biografi
Anders Eriksson tänkte utbilda sig till lärare och studerade vid Chalmers tekniska högskola på 1970-talet. Studierna avbröts och i stället blev han medlem i revygruppen Galenskaparna som bildades 1978. År 1982 började Galenskaparna samarbeta med sånggruppen After Shave, vilket har resulterat i en lång rad revyer, filmer och TV-serier, ofta med Eriksson i huvudrollen.
Rollen som Roy i TV-serien Macken 1986 gjorde Eriksson folkkär. En annan av hans kända figurer är Farbror Frej i TV-serien En himla många program från 1989. Några andra exempel är den sociale Spanar'n som finns i revyer och i En himla många program samt den passionerade musikläraren Morgan i Den enskilde medborgaren från 2006.
Vid sidan av Galenskaparna och After Shave har Anders Eriksson framträtt på egen hand med sin banjolele. Han har sjungit och spelat på festivaler både i Sverige och utomlands. Han har skrivit svenska versioner av flera låtar av George Formby, bland annat "Mr Wu's a Window Cleaner Now" som blev "Farbror Stig är NK-tomte nu". I programbladet till "Allt Möjligt" beskrevs Anders beundran för Formby i poetiskt språk: "Något ljuvt och ängla-aktigt skiner / omkring Anders när han får ta del / av George Formby, engelsk window-cleaner / och hans flinka ukulelespel."

## Scenföreställningar
- 1982 Skruven är lös
- 1983 Träsmak
- 1985 Cyklar
- 1987 Stinsen brinner, huvudroll
- 1991 Grisen i säcken, delad huvudroll med Claes Eriksson i första akten
- 1992 Skruven är lös
- 1993 Nå't nytt?
- 1994 Resan som blev av
- 1994 Lyckad nedfrysning av herr Moro
- 1997 Alla ska bada
- 2000 Allt Möjligt
- 2000 Jul Jul Jul
- 2001 Den onde, den gode, den fule och Rippe
- 2002 KasinofeberKasinofeber, huvudroll
- 2004 Falkes fondue
- 2007 – 2009 Cabaret Cartwright
- 2009 – 2011 En kväll med "After Shave och Anders Eriksson" (även Best of After Shave och Anders Eriksson).)
- 2010 Gubbröra och Pyttipanna, med After Shave och Anders Eriksson
- 2010 – 2011 Hagmans Konditori
- 2012 – 2014 30-årsfesten
- 2015 – 2016 Spargrisarna kan rädda världen
- 2016 – 2018 Macken 30 år, TV-serien på scen

## Filmografi
- 1983 – Jonssons onsdag (TV-serie)
- 1986 – Macken (TV-serie), ena huvudrollen
- 1986 – The Castle Tour
- 1987 – Leif, huvudroll
- 1989 – Hajen som visste för mycket, huvudroll
- 1989 – En himla många program (TV-serie)
- 1990 – Macken – Roy's & Roger's Bilservice, ena huvudrollen
- 1991 – Stinsen brinner... filmen alltså, huvudroll
- 1993 – Tornado (TV-serie)
- 1996 – Monopol
- 1998 – Åke från Åstol
- 2000 – Gladpack (TV-serie)
- 2006 – Den enskilde medborgaren